# 儿童餐

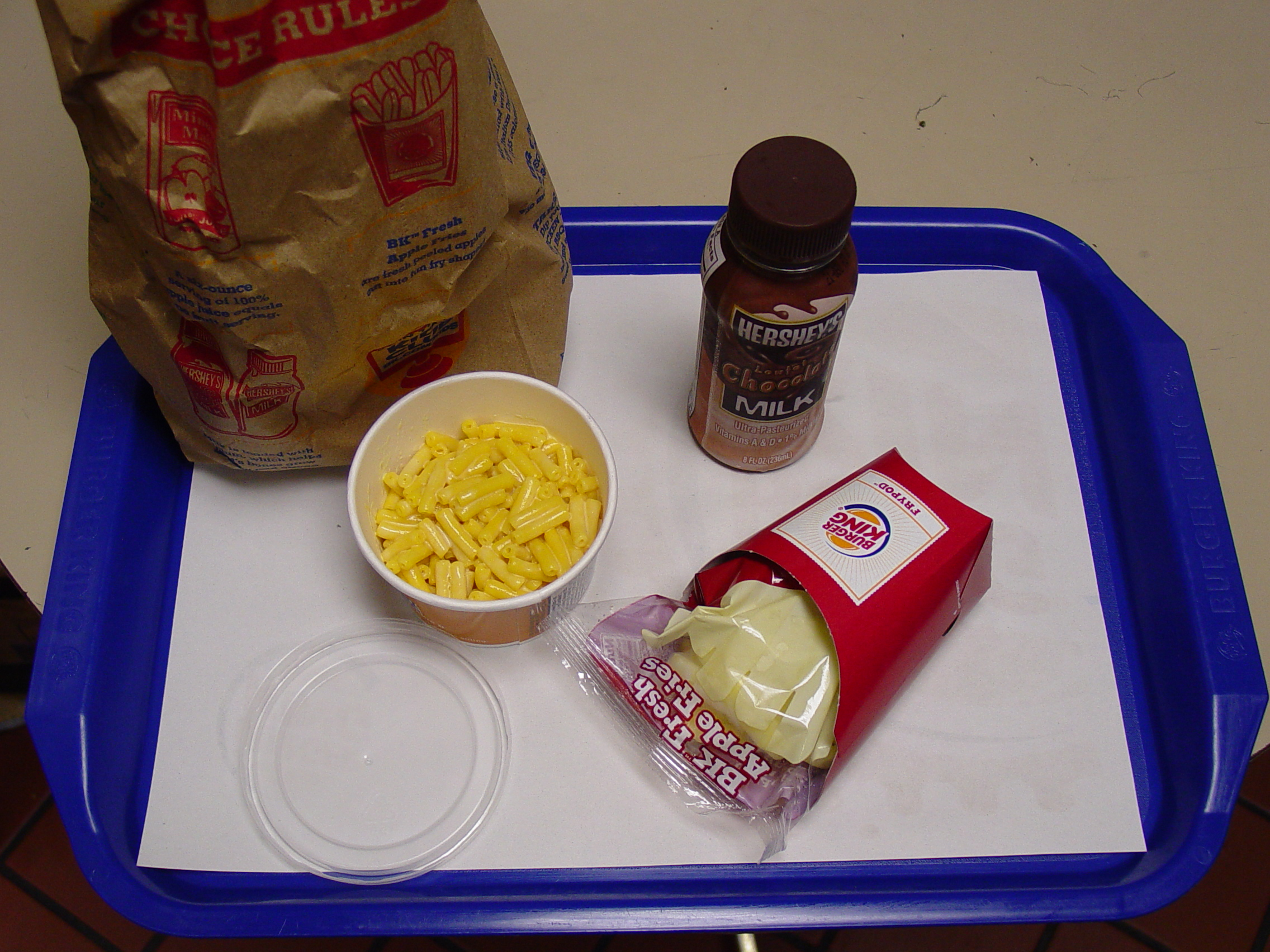
一份汉堡王儿童餐

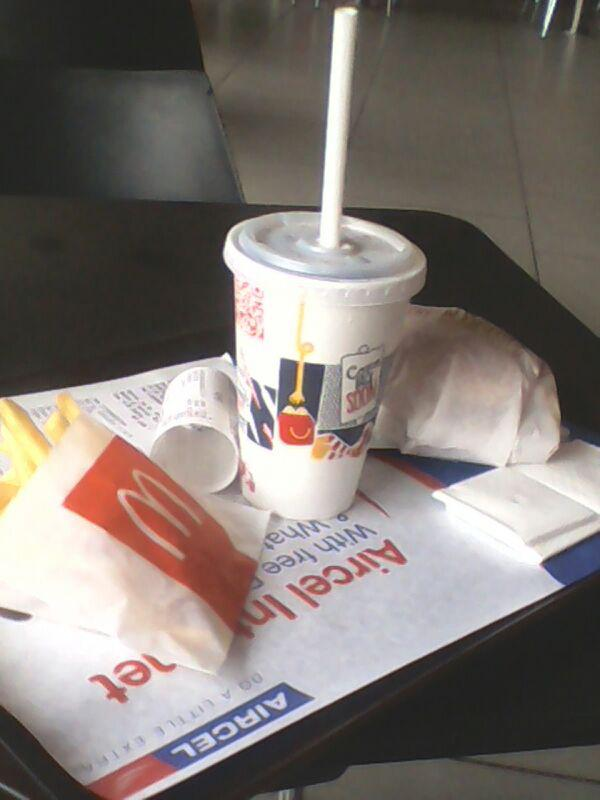
开心乐园餐

儿童餐（英語：Kids' meal/Children's meal）是针对儿童受众进行定制和销售的套餐。大多数儿童餐都装在彩色袋子或纸板箱中，包装上印有活动描述，内部包含一件塑料玩具。多数标准儿童餐包括汉堡或鸡块，一个小菜和软饮料。

## 历史
1973年，Burger Chef推出史上第一个儿童餐「Funmeal」，并因此取得成功。在业者发觉儿童餐的受欢迎程度后，麦当劳于1978年推出“开心乐园餐”。其他快餐公司（含汉堡王）在此后也纷纷推出自己的儿童餐。
儿童餐的成功使部分快餐业者认为年轻人是他们“最为重要的”顾客。他们因为这一事实（即“年轻顾客的到来通常意味着一个家庭的光顾，以及玩具对他们的吸引力与收藏价值”）得到高额收益，2006年，快餐业者有3.6亿美元支出用于儿童餐玩具（产出12亿件玩具）。
近年来，儿童餐的受欢迎程度有所下降，NPD集团的一项研究表明：2011年，儿童餐销售额下降6%。原因例如父母意识到儿童餐不健康，父母减小食物开销（选择使用超值菜单订餐）和儿童成长速度增快，年轻人的味觉“变得更加成熟”，他们会从常规菜单中寻找小份食物。儿童餐玩具业已无法吸引日渐注重技术且更喜欢电子游戏的年轻人。
批评者的意见促使儿童餐不断改良（例如为民众提供更健康的选择和更多的种类）。2011年，参与“Kids Live Well”倡议的19家连锁餐厅（包括漢堡王、丹尼斯、IHOP、Chili's、Friendly's、Chevy's和El Pollo Loco）承诺“提供至少一种热量低于600卡路里的儿童餐，不供应软饮料和提供以下食物组中的至少两种：水果、蔬菜、全谷物、瘦肉蛋白或低脂乳制品”。

## 批评
食品评论家长期担心儿童餐的营养价值。陆克文食品政策与肥胖中心在2010年对12家美国饮食业者提供的儿童膳食进行的一项研究得出结论：在3039种主菜组合中，仅12种符合学龄前儿童的脂肪、钠和卡路里摄入建议量，15种适合于大龄儿童。

### 与受众年龄不符的玩具
汉堡王已宣传多档PG-13级电影，例如1998年《晶兵總動員》、2005年《星際大戰三部曲：西斯大帝的復仇》 、和2007年的《辛普森一家大电影》。2015年麦当劳宣传《小黄人大眼萌》时，因有监护人认为其中一个角色使用脏话而引发争议。

## 相关法律
在美国，儿童餐被指责是导致青少年形成不健康饮食习惯和提高儿童肥胖率的罪魁祸首。聖塔克拉拉縣于2010年对不符营养标准的儿童餐及其附赠玩具施行禁令；法律生效后，受到波及的饮食店儿童菜单评估分增加至此前的2.8至3.4倍（例如：现场改进营养指南；推广健康膳食、饮品与副食以及玩具营销/分销活动）而未被波及的饮食店仅做了小幅变动。旧金山亦有颁布禁令（与圣塔克拉拉县相同），全美其他市州亦已提出或考虑实施该禁令。在对旧金山禁令施行情况进行检查后得出的结论显示，两家受影响的连锁餐厅通过将玩具与儿童餐分销以应对禁令，但菜单仍未经任何修改以符合营养标准。而亚利桑那州立法者禁止此类限制，佛罗里达州参议员亦有同等提议。
在美国之外，西班牙和巴西亦有考虑就上述事宜进行立法。智利更已立法禁止在儿童餐配置玩具。